# Keith Joseph Andrews
Keith Joseph Andrews (Dublino, 13 settembre 1980) è un allenatore di calcio ed ex calciatore irlandese, di ruolo centrocampista, tecnico del Brentford.

## Carriera

### Club

#### Wolverhampton Wanderers
Andrews ha iniziato la carriera al Wolverhampton Wanderers, partendo dall'accademia e arrivando in prima squadra. Ha debuttato il 18 marzo 2000, in una vittoria per 2 a 1 sullo Swindon Town. Ha continuato a giocare nei Wolves allenati da Dave Jones. Nell'ultimo match della stagione 2000-2001 è diventato il più giovane capitano del club, a 21 anni.
Ha firmato un nuovo contratto, dalla durata quadriennale, ma nella stagione successiva ha perso il posto da titolare in favore di alcuni nuovi giocatori arrivati durante il mercato. È stato così impiegato come sostituto nei campionati successivi. Per giocare qualche minuto in più, è stato in prestito allo Stoke City e al Walsall nel 2003-2004. È poi tornato al Wolverhampton, dove ha giocato anche una partita in Premier League, al Molineux Stadium, contro il Newcastle United.
Dopo la retrocessione del club, il calciatore è tornato in squadra e ha ottenuto diverse apparizioni. Alla scadenza del contratto, ha firmato per l'Hull City.

#### Hull City
Anche nella nuova squadra ha trovato poco posto tra i titolari. Inoltre, si è infortunato durante la seconda apparizione in campo ed è rimasto fuori per quattro mesi: è tornato così a dicembre ed ha poi concluso la stagione, non saltando neanche una partita.

#### Milton Keynes Dons
Dopo una sola stagione all'Hull City, si è trasferito ai Milton Keynes Dons F.C., per il campionato 2006-2007. Diventato il capitano della squadra, non ha ottenuto la promozione a causa dell'eliminazione dai play-off in semifinale con lo Shrewsbury Town, nonostante abbia segnato una rete.
Comunque, il campionato successivo, sotto la guida tecnica del suo ex compagno di squadra ai Wolves, Paul Ince, ha segnato la rete della vittoria contro lo Stockport County F.C. e la squadra è stata promossa in Football League One. Ha segnato anche nella finale del Football League Trophy, contro il Grimsby Town F.C., nella vittoria della sua squadra per 2-0.

#### Blackburn Rovers
Il 28 agosto 2008 è stato acquistato dal Blackburn Rovers, con cui ha firmato un contratto triennale. In cambio, ai Dons, è andato un milione di sterline. Si è riunito, così, con il suo allenatore Paul Ince. Ha debuttato, da sostituto, nella partita contro il West Ham United, il 30 agosto 2008.

#### WBA
Il 31 gennaio 2012 passa al West Bromwich Albion.

## Statistiche

### Statistiche da allenatore
Statistiche aggiornate al 25 maggio 2025. In grassetto le competizioni vinte.
| Stagione         | Squadra          | Campionato       | Campionato | Campionato | Campionato | Campionato | Coppe nazionali | Coppe nazionali | Coppe nazionali | Coppe nazionali | Coppe nazionali | Coppe continentali | Coppe continentali | Coppe continentali | Coppe continentali | Coppe continentali | Altre coppe | Altre coppe | Altre coppe | Altre coppe | Altre coppe | Totale | Totale | Totale | Totale | % Vittorie | Piazzamento |
| Stagione         | Squadra          | Comp             | G          | V          | N          | P          | Comp            | G               | V               | N               | P               | Comp               | G                  | V                  | N                  | P                  | Comp        | G           | V           | N           | P           | G      | V      | N      | P      | %          | Piazzamento |
| ---------------- | ---------------- | ---------------- | ---------- | ---------- | ---------- | ---------- | --------------- | --------------- | --------------- | --------------- | --------------- | ------------------ | ------------------ | ------------------ | ------------------ | ------------------ | ----------- | ----------- | ----------- | ----------- | ----------- | ------ | ------ | ------ | ------ | ---------- | ----------- |
| 2025-2026        | Brentford        | PL               | 0          | 0          | 0          | 0          | FACup+CdL       | 0+0             | 0+0             | 0+0             | 0+0             | -                  | -                  | -                  | -                  | -                  | -           | -           | -           | -           | -           | 0      | 0      | 0      | 0      | —          |             |
| Totale Brentford | Totale Brentford | Totale Brentford | -          | -          | -          | -          |                 | -               | -               | -               | -               |                    | -                  | -                  | -                  | -                  |             | -           | -           | -           | -           | 0      | 0      | 0      | 0      | —          |             |
| Totale carriera  | Totale carriera  | Totale carriera  | 0          | 0          | 0          | 0          |                 | 0               | 0               |                 | 0               |                    | 0                  | 0                  | 0                  | 0                  |             | 0           | 0           | 0           | 0           | 0      | 0      | 0      | 0      | —          |             |

## Palmarès

### Individuale
- Football League Two Player of the Year: 1

2007-2008